# Dynamisch positioneringssysteem

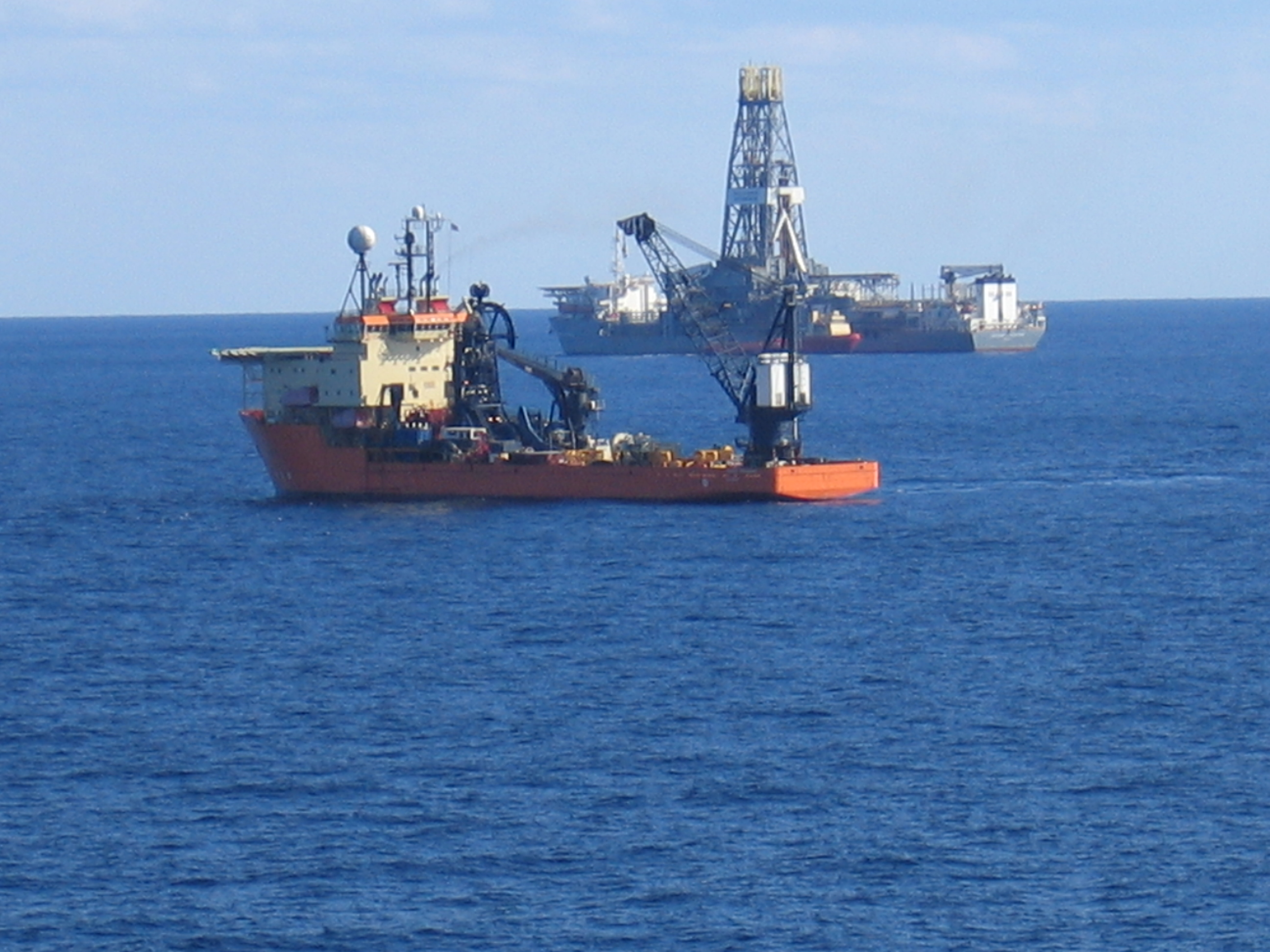
Offshore Support Vessel Toisa Perseus met op de achtergrond het vijfde-generatie boorschip Discoverer Enterprise, op de Thunder Horse-locatie. Beide zijn uitgerust met een dynamic positioning-systeem.

Een dynamisch positioneringssysteem (dynamic positioning, DP) is een systeem dat de positie en koers van een schip automatisch beheerst houdt door gebruik te maken van de eigen schroeven, veelal roerpropellers. Werkzaamheden op zee die anders niet mogelijk zouden zijn – doordat er bijvoorbeeld niet geankerd kan worden door obstakels op de zeebodem (pijpleidingen of andere structuren) of door een te grote waterdiepte – zijn door dynamic positioning wel uit te voeren.
Terwijl de eerste schepen analoge systemen hadden en geen redundantie, is er sindsdien enorme vooruitgang geboekt. DP wordt tegenwoordig ook buiten de olie-industrie gebruikt. Het is nu ook mogelijk om niet alleen exact op positie te blijven liggen, maar ook een nauwkeurige route te varen, wat onder andere gebruikt wordt door pijpenleggers, kabelleggers en survey. Er zijn verschillende uitrustingsklassen met een toenemende mate van redundantie, afhankelijk van de werkzaamheden en de risico's die gepaard gaan met het verlies van positie. Zo worden er bij werkzaamheden in de 500 meter-veiligheidszone van een productieplatform hogere eisen gesteld.
DP kan absoluut zijn, waarbij een positie ten opzichte van de zeebodem wordt vastgehouden, of relatief, waarbij een bewegend object, zoals een ander schip, een ROV (op afstand bestuurde mini-onderzeeër) of een drijvend platform, wordt gevolgd. Ook kan een koers ten opzichte van wind en stroming worden vastgehouden waarbij het benodigde vermogen om op positie te blijven minimaal is.

## Geschiedenis
DP is in de jaren 1960 ontstaan in de offshoreboring. Doordat de boring naar dieper water verschoof, werd het niet meer mogelijk om hefeilanden (jack-ups) te gebruiken en werd ankeren economisch ongunstig.
In 1961 werd het boorschip CUSS I uitgerust met vier stuurbare schroeven voor Project Mohole, een poging de eerste Moho-put te boren. Met deze grote Harbormaster buitenboordvoortstuwers wist men vanaf maart 1961 het schip handmatig binnen zo'n 600 voet (180 meter) positie te houden en te boren in waterdieptes tot 3500 meter. De positie werd bepaald door met behulp van radar de afstand te meten tot boeien en met behulp van sonar tot bakens op de zeebodem. Dit gebeurde handmatig en niet automatisch zoals twee maanden later het geval zou zijn op de Eureka van Shell Oil dat het eerste DP-systeem had.
Shell ging met de Eureka een stap verder. Deze was uitgerust met een roerpropeller voor en achter en was aanvankelijk ook bedoeld om handmatig gepositioneerd te worden. Howard Shatto van Shell dacht echter dat dit te gecompliceerd was, zeker omdat de Eureka ook op ondieper water moest kunnen boren, waar eenzelfde horizontale verplaatsing resulteert in een te grote hoek voor de boorstang. Shatto wilde het positioneren dan ook automatiseren en liet Hughes Aircraft een ontwerp maken met drie PID-regelaars van Honeywell. De regelaars moesten respectievelijk de koersrichting, de langsscheepse en de dwarsscheepse positie vasthouden. De koersrichting werd gemeten met een gyrokompas, terwijl de twee andere regelaars de hoek meten van een draad die strak werd gehouden met een gewicht op de zeebodem, later bekend als light taut wire (LTW). De horizontale positie was af te lezen op een oscilloscoop. Dit systeem werd automatic positioning equipment (APE) genoemd, wat later dynamisch positioneringssysteem (DP) werd.
Het DP-systeem was een van de onderdelen van een zeven jaar durend R&D-programma van Shell dat 7 miljoen dollar had gekost. Dit had een dusdanige voorsprong opgeleverd op diep water dat Shell in bepaalde gevallen als enige bood op concessieblokken die te diep waren voor anderen. Met Shell als enige bieder kende de overheid deze blokken vervolgens echter niet toe. Om concurrentie te verkrijgen en alsnog te kunnen bieden op deze leases, maar ook omdat de kosten en de risico's die diep water met zich mee bracht niet alleen gedragen konden worden, ging Shell in 1963 over tot een opmerkelijke stap. In de Shell Course for Industry, Floating Drilling and Underwater Well Completions werden de bevindingen gedeeld met andere oliemaatschappijen.
In 1963 volgde de Salvor van Dumez die net als de CUSS I handmatig op positie werd gehouden en de eerste was die volgens deze methode voor Gaz de France pijpleiding moest gaan leggen, van Mostaganem in Algerije naar Cartagena in Spanje. De Salvor werd hiertoe bij Ateliers Duchesne et Bossière uitgerust met onder meer Schottel-roerpropellers, een pijpenschroefinstallatie en een grote lier. Met de bestaande voortststuwing en de Schottels kon het schip handmatig op positie gehouden worden. Het 200 km lange traject bevatte waterdieptes tot 2700 meter en dit bleek nog een te grote uitdaging. Na veel problemen werd het project in 1963 stopgezet.
De ervaringen met de Salvor brachten het Institut Français du Pétrole (IFP) om in 1963 met ondersteuning van Comite d'Etudes Petrolieres Marines (CEPM) een oude LCT om te laten bouwen bij Ateliers et chantiers du Havre. Deze Térébel was vooral bedoeld om nieuwe technieken te ontwikkelen voor boring en positioneringssystemen. Het werd daartoe uitgerust met onder meer twee Schottel-roerpropellers. Ook werd er een boorinstallatie voor kernboring geplaatst die bestond uit een experimentele schietloodopstelling, de flexodrill. In 1964 hield men het schip aanvankelijk nog handmatig op positie, maar in 1965 werd een DP-systeem geïnstalleerd van Thomson-Houston. Net zoals eerder in 1961 op de Eureka werd de koersrichting gemeten met een gyrokompas, terwijl de relatieve horizontale positie bepaald werd met een light taut wire. Om redundantie in te bouwen, werden ook andere plaatsbepalingsystemen ontwikkeld, waaronder Brémius, een long baseline akoestisch onderwatersysteem (LBL) en Raydist, een vorm van radionavigatie.
In 1964 liet Caldrill Offshore een schip ombouwen bij California Shipbuilding & Dry Dock Company tot boorschip als de Caldrill I. Het kreeg vier grote Harbormaster buitenboordvoortstuwers en werd het eerste DP-schip met redundantie in de vorm van dubbele regelaars van Baylor en dubbele light taut wires. De Caldrill I beperkte zich net als de eerder boorschepen tot kernboring, omdat de techniek nog te vaak uitviel om olieboring veilig uit te kunnen voeren.
Voor Project Mohole ontwierp Honeywell voor het halfafzinkbare platform dat Brown & Root had ontworpen een DP-systeem met een long baseline-systeem, twee short baseline-systemen en een radarsysteem. Uiteindelijk werd dit platform echter niet gebouwd.
In 1967 werd de Mission Capistrano uitgerust met een DP-systeem voor Project Artemis, een systeem om onderzeeërs op te sporen. Het kreeg daarvoor ook een sonar van vijf dekken hoog met ultrahoog vermogen.

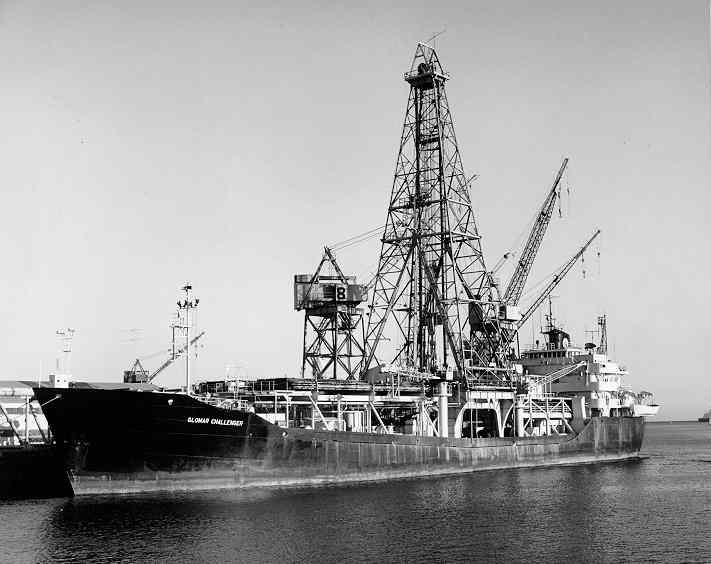
De Glomar Challenger, speciaal gebouwd voor het Deep Sea Drilling Project. Dit was het eerste schip van Global Marine dat was uitgerust met een DP-systeem

In 1968 liet Global Marine de Glomar Challenger, speciaal gebouwd voor het Deep Sea Drilling Project, een voortzetting van Project Mohole. Dit was het eerste schip van Global dat was uitgerust met een DP-systeem.
De Amerikaanse marine liet in 1968 de USS Naubuc ombouwen tot kabellegger en uitrusten met een DP-systeem van Honeywell. Het kreeg daarbij de beschikking over vier stuurbare schroeven en een radionavigatiesysteem van Decca, Hi-Fix.
De Franse marine liet in 1971 de Triton bouwen die uitgerust was met een DP-systeem en twee Voith-Schneider-propellers. De ervaringen hieruit werden verwerkt in de Tripartiteklasse van mijnenjagers gebouwd voor de Belgische, Franse en Nederlandse marines.
De stap naar olieboring werd op initiatief van Shell gezet met de Sedco 445. In 1971 werd dit gebouwd voor Sedco door Mitsui Engineering & Shipbuilding. Sedco ontwierp het met Shell en Earl & Wright. Naast de twee voortstuwers beschikte het over elf roerpropellers. Het met het Automatic Station Keeping ASK-systeem van Honeywell uitgeruste schip was het eerste DP-schip waarbij de windsensoren voorwaartsgekoppeld in het DP-systeem werden gebracht, zodat het systeem kon anticiperen op windstoten voordat het schip uit positie werd geblazen.
De ervaringen met de Térébel vormden de basis voor het ontwerp van de Pélican-serie waarmee in 1968 werd begonnen en die onder meer bij IHC Gusto werden gebouwd. De eerste in die serie werd in 1972 opgeleverd.
In 1974 werd het eerste duikondersteuningsvaartuig met een DP-systeem gebouwd, de Arctic Surveyor. In 1977 was de Sedco 709 het eerste halfafzinkbare platform (semi) met een DP-systeem.
De markt voor DP-systemen in deze jaren was klein en versplinterd, met in 1975 nog geen twintig schepen en onder meer Honeywell en Delco in de Verenigde Staten, General Electric Company in het Verenigd Koninkrijk en CIT-Alcatel en Thomson-CSF in Frankrijk. In 1975 richtte Kongsberg Våpenfabrikk Kongsberg Albatross op om DP-systemen te ontwikkelen. Waar tot dan toe PID-regelaars gebruikt werden, introduceerde Kongsberg de eerste DP-systemen met een Kalman-filter. Jens Glad Balchen, die met Rudolf Emil Kálmán gewerkt had, speelde hierbij een belangrijke rol. Het duikondersteuningsvaartuig Seaway Eagle was in 1977 het eerste schip dat werd uitgerust met het Albatross DP-systeem (ADP). Kongsberg zou daarna snel uitgroeien tot de grootste leverancier van DP-systemen.

## Vergelijking tussen verschillende opties om op positie te blijven
Andere manieren om op positie te blijven liggen, zijn het gebruik van een ankerpatroon en het gebruik van een hefeiland. Elk heeft zijn eigen voor- en nadelen.
| Hefeiland | Ankeren | Dynamic positioning |
| --- | --- | --- |
| Voordelen: - Geen complex systeem met (azimuth)thrusters, extra generatoren en controllers - Geen kans op verlies van positie door systeemfouten of black-outs - Geen gevaar voor duikers door propellers | Voordelen: - Geen complex systeem met (roer)propellers, extra generatoren en controllers - Geen kans op verlies van positie door systeemfouten of black-outs - Geen gevaar voor duikers door propellers                                              | Voordelen: - Manoeuvreert uitstekend; zeer eenvoudig van positie te veranderen - Er zijn geen sleepboten nodig - Onafhankelijk van de waterdiepte - Kan snel aan werkzaamheden beginnen - Niet beperkt door obstakels op de zeebodem                  |
| Nadelen: - Niet meer te manoeuvreren zodra deze op de zeebodem staat - Beperkt tot waterdieptes van ±150 meter                                                                                            | Nadelen: - Beperkte manoeuvreerbaarheid zodra men geankerd is - Minder geschikt voor diep water - Er zijn sleepboten nodig (AHTs) - De tijd om uit te ankeren varieert tussen een paar uur en een paar dagen - Beperkt door obstakels op de zeebodem | Nadelen: - Complex systeem met roerpropellers, extra generatoren en controllers - Hoge installatiekosten - Hoge brandstofkosten - Kans op verlies van positie door systeemfouten of black-outs - Gevaar voor duikers en ROV's - Hoge onderhoudskosten |

Hoewel alle methodes hun eigen voordelen hebben, heeft dynamic positioning veel werkzaamheden mogelijk gemaakt die voorheen niet uitgevoerd konden worden.

## Toepassingen
Belangrijke toepassingen zijn:
- Amfibische transportschepen
- Baggerschepen
- Boorschepen
- Cruiseschepen
- Diving support schepen
- Doklandingsschepen

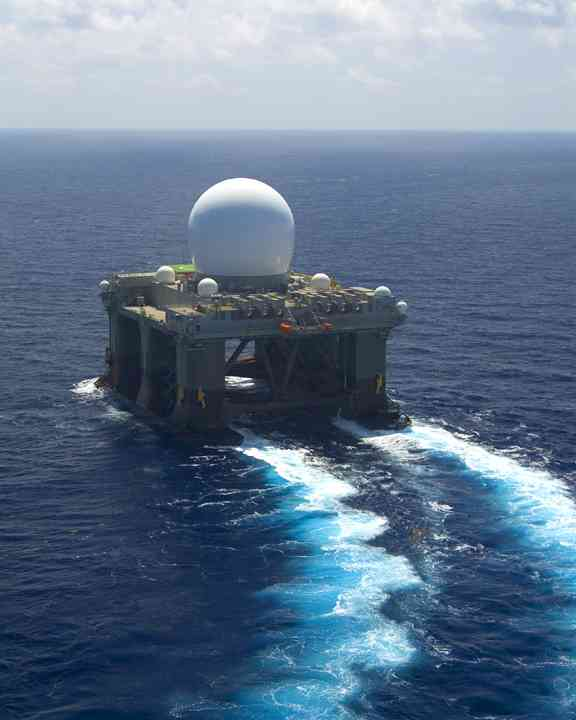
Sea-Based X-Band Radar (SBX) onderweg

- FPSO's, Floating Production, Storage and Offloading Vessels
- Flotels
- Kabelleggers
- Kraanschepen
- Mijnenvegers
- Pijpenleggers
- Platformbevoorradingsschepen
- Sea Launch, ruimtevaart vanaf een half-afzinkbaar platform.
- Sea-Based X-Band Radar, een enorm radarsysteem op een half-afzinkbaar platform voor het Ballistic Missile Defense (BMDS) programma van het Missile Defense Agency (MDA) van de Verenigde Staten.
- Shuttletankers
- Stenenstorters
- Surveyschepen

## Doelstelling van dynamic positioning
Een schip heeft zes vrijheidsgraden:
Drie van deze zijn een translatie:
- Schrikken (surge) (langsscheepse beweging)
- Verzetten (sway) (dwarsscheepse beweging)
- Dompen (heave) (op- en neergaande beweging)

De andere drie zijn rotatie:
- Slingeren (roll) (rotatie rond de langsscheepse as)
- Stampen (pitch) (rotatie rond de dwarsscheepse as)
- Gieren (yaw) (rotatie rond de verticale as)

Dynamic positioning regelt de surge, sway en yaw, de bewegingen in het horizontale vlak. Er zijn opties waarmee de heave gedempt wordt.

## Benodigdheden voor dynamic positioning

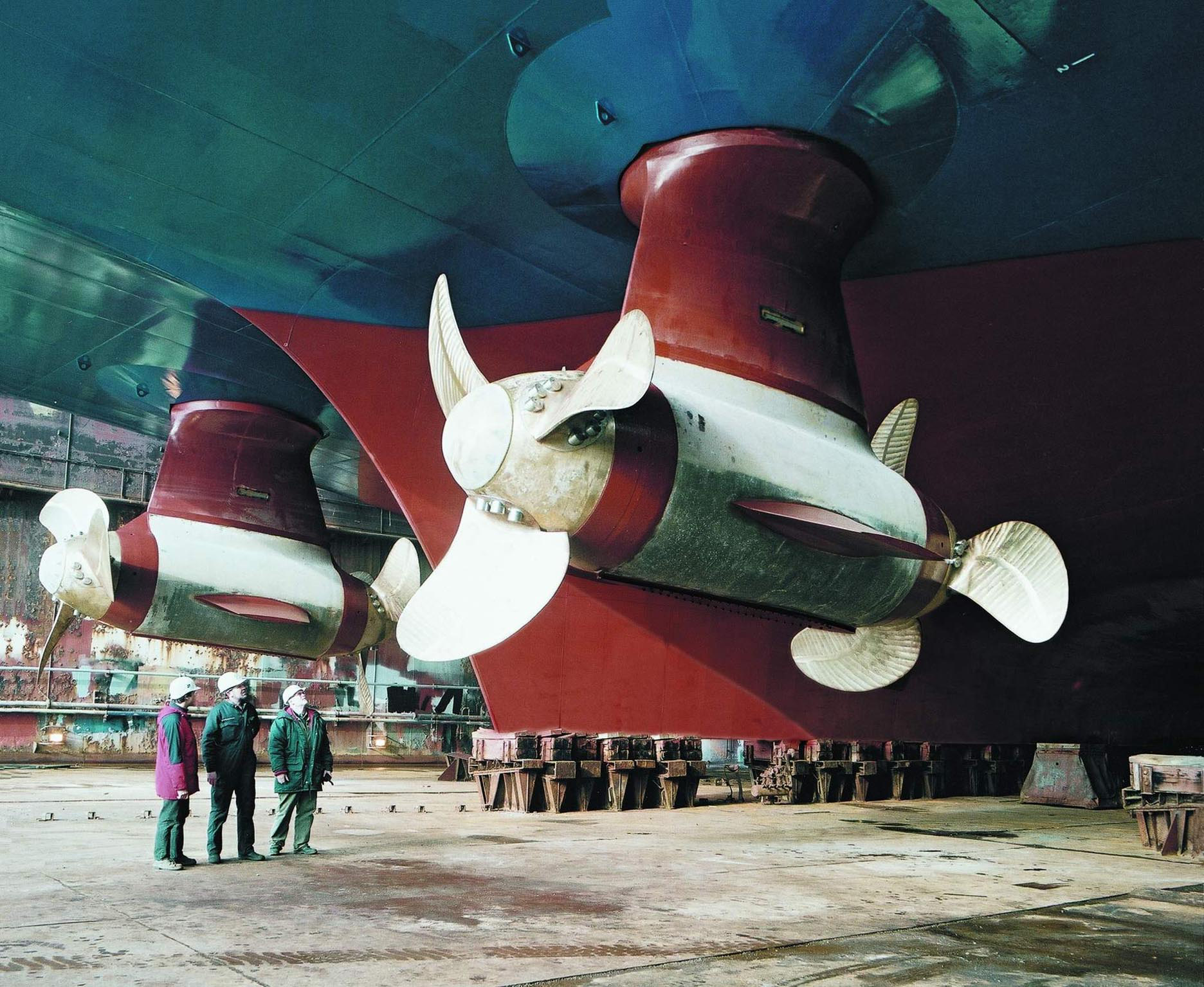
Siemens Schottel azimuth thrusters met contraroterende schroeven

Een schip dat uitgerust wordt voor dynamic positioning heeft in ieder geval het volgende nodig:
- Sensoren, om positie en voorliggende koers te meten.
- Een regelaar die de propellers aanstuurt om het verschil tussen de gewenste positie en de werkelijke positie te compenseren.
- Schroeven om de genoemde bewegingen te kunnen maken, zoals (roer)propellers.

Voor de meeste toepassingen moeten de positiereferentiesystemen en het aantal propellers van voldoende vermogen zorgvuldig uitgekozen worden tijdens de ontwerpfase van een dynamic positioning-schip. Om ook tijdens slecht weer goed in positie te kunnen blijven liggen, moet er in de drie richtingen genoeg vermogen zijn. De belangrijkste fabrikanten van dynamic positioning-systemen zijn Kongsberg Simrad, Converteam - voormalig onderdeel van Alstom - en L-3 Communications (voorheen Nautronix).

### Positiereferentiesystemen

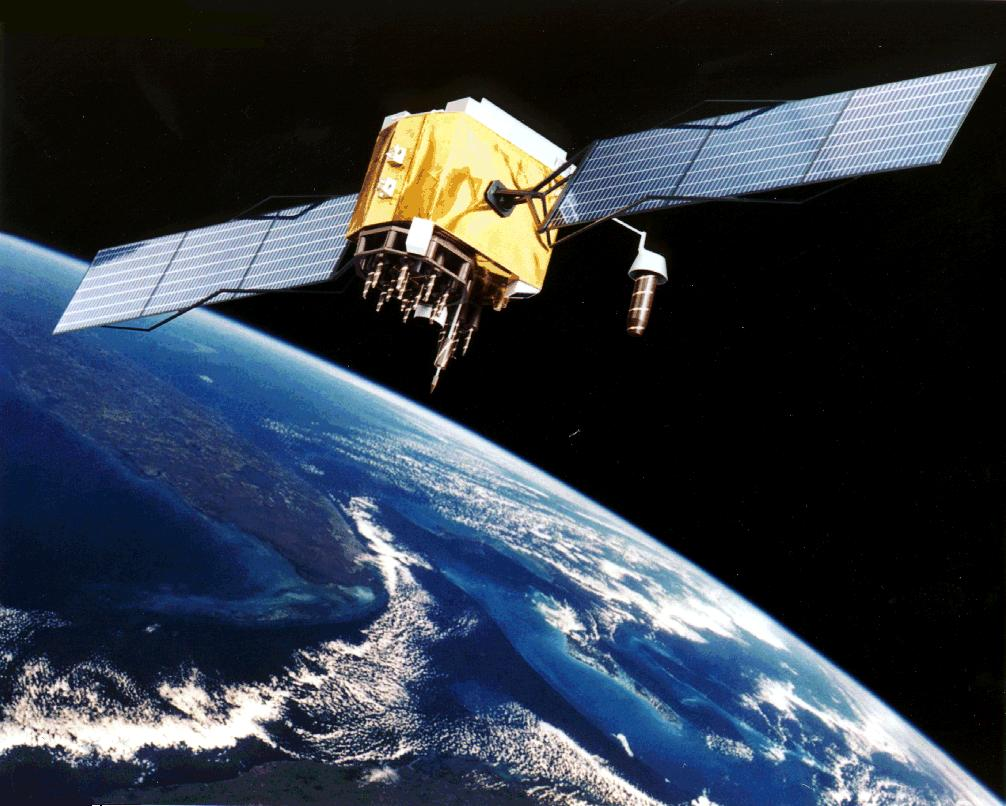
GPS-satelliet

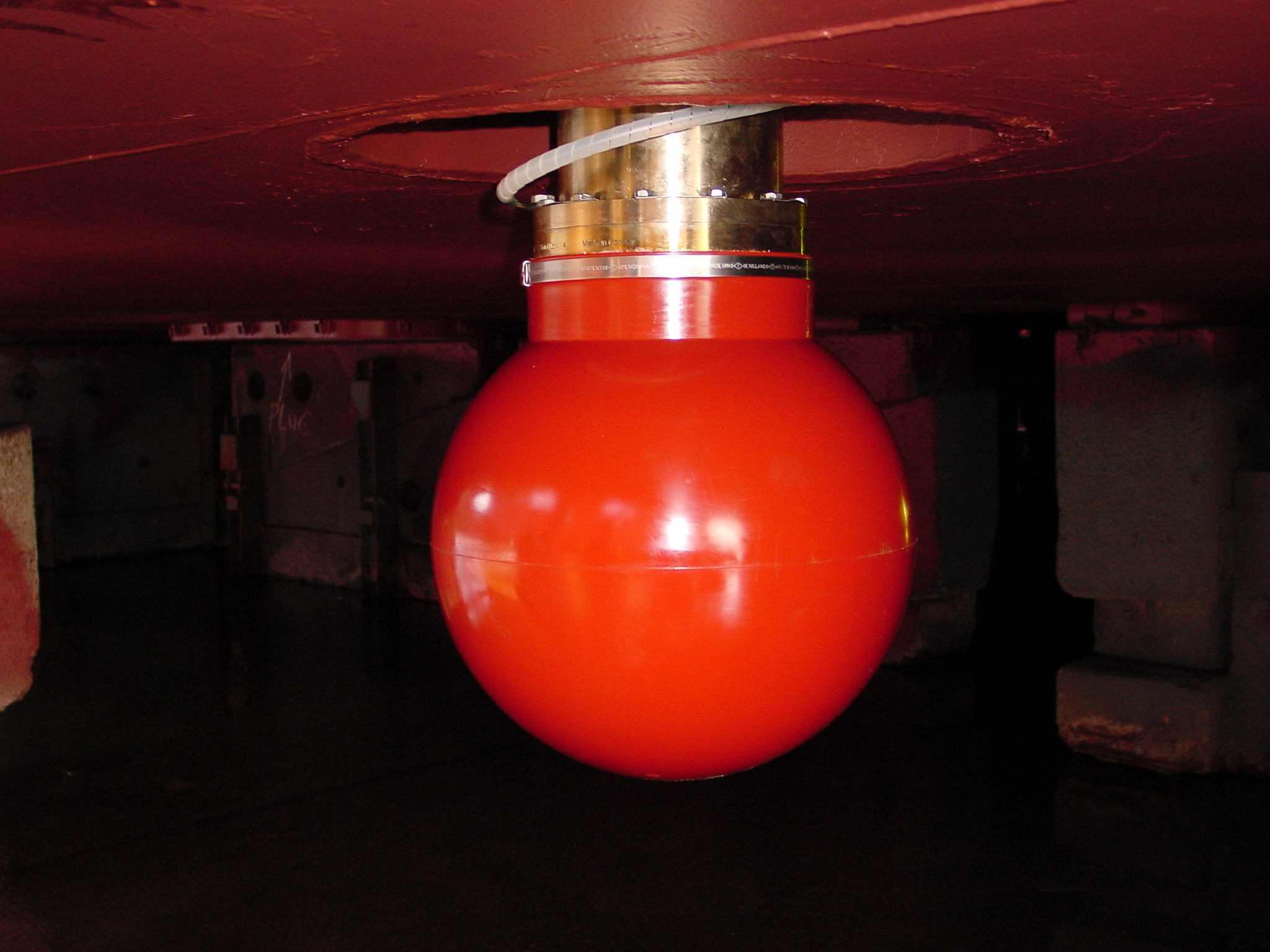
Kongsberg HiPAP 500 transducer van de Balder in dok

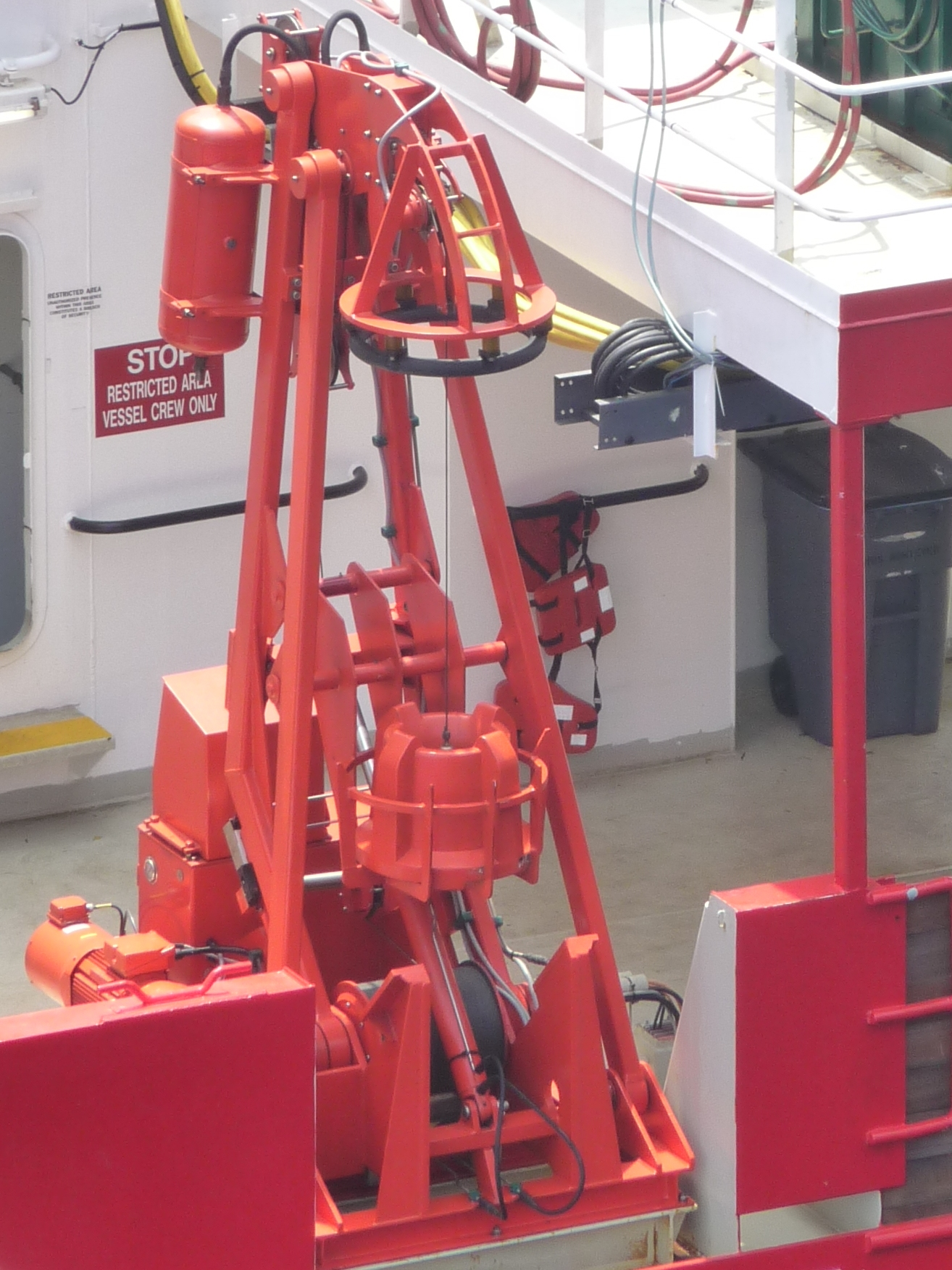
Een LTW op de HOS Achiever

### Referentiesystemen

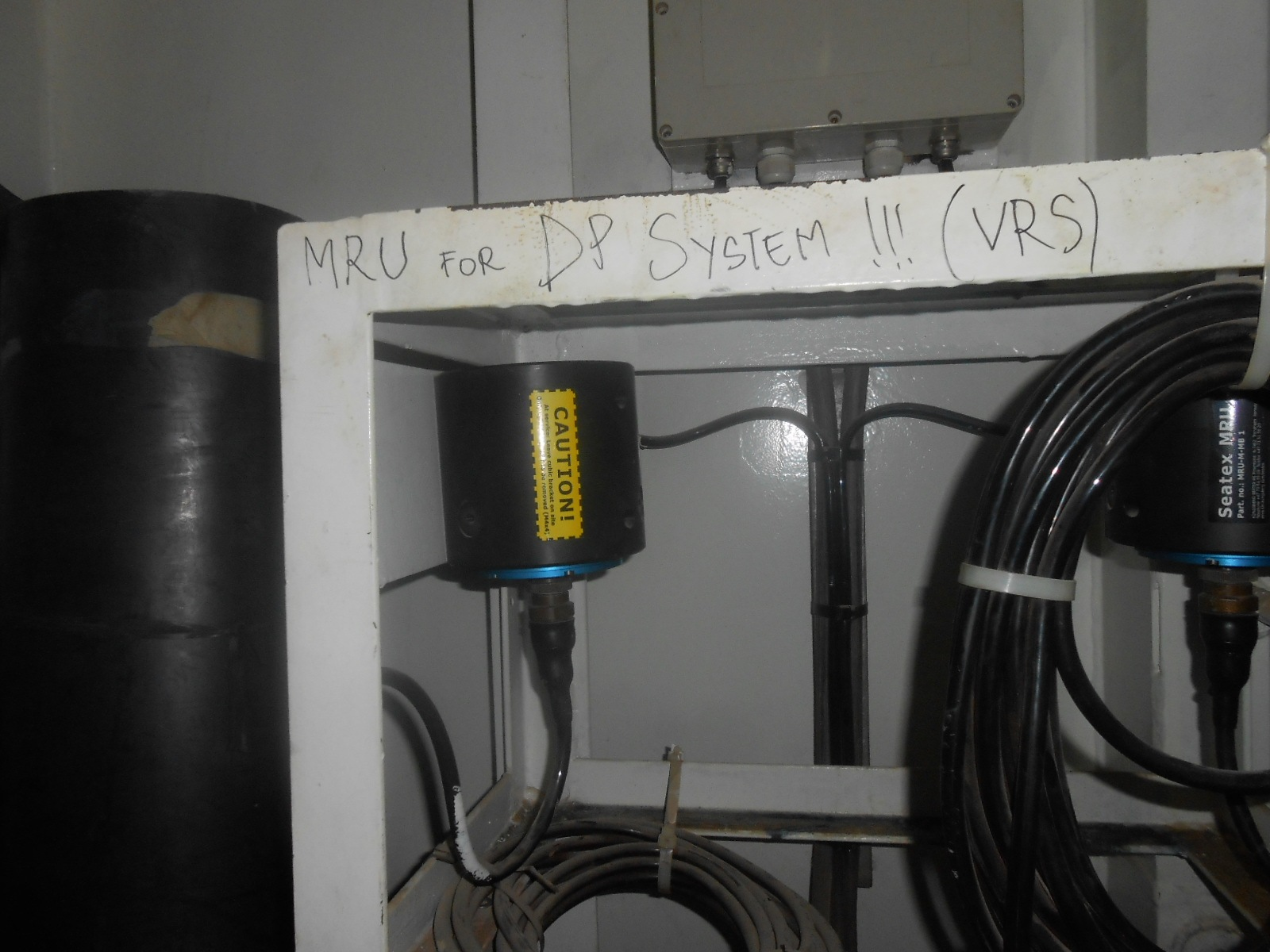
Motion Reference Unit